# Rikuzentakata
Rikuzentakata (jap. 陸前高田市 Rikuzentakata-shi) – miasto portowe w Japonii, na wyspie Honsiu, w prefekturze Iwate. Ma powierzchnię 231,94 km². W 2020 r. mieszkały w nim 18 262 osoby, w 7 117 gospodarstwach domowych  (w 2010 r. 23 300 osób, w 7 767 gospodarstwach domowych) .
W dniu 11 marca 2011 r. miasto zostało prawie całkowicie zniszczone przez falę tsunami, która powstała po trzęsieniu ziemi o mocy 8,9 w skali Richtera.

## Położenie
Miasto leży w południowej części prefektury nad Oceanem Spokojnym. Graniczy z miastami:
- Ōfunato,
- Ichinoseki,
- Kesennuma.

## Historia
Miasto powstało 1 stycznia 1955 roku.